# Samuel Adams (bière)
Pour les articles homonymes, voir Samuel Adams (homonymie) et Adams.
Samuel Adams est une marque de bière brassée par la Boston Beer Company, nommée en l'honneur du révolutionnaire américain du même nom.

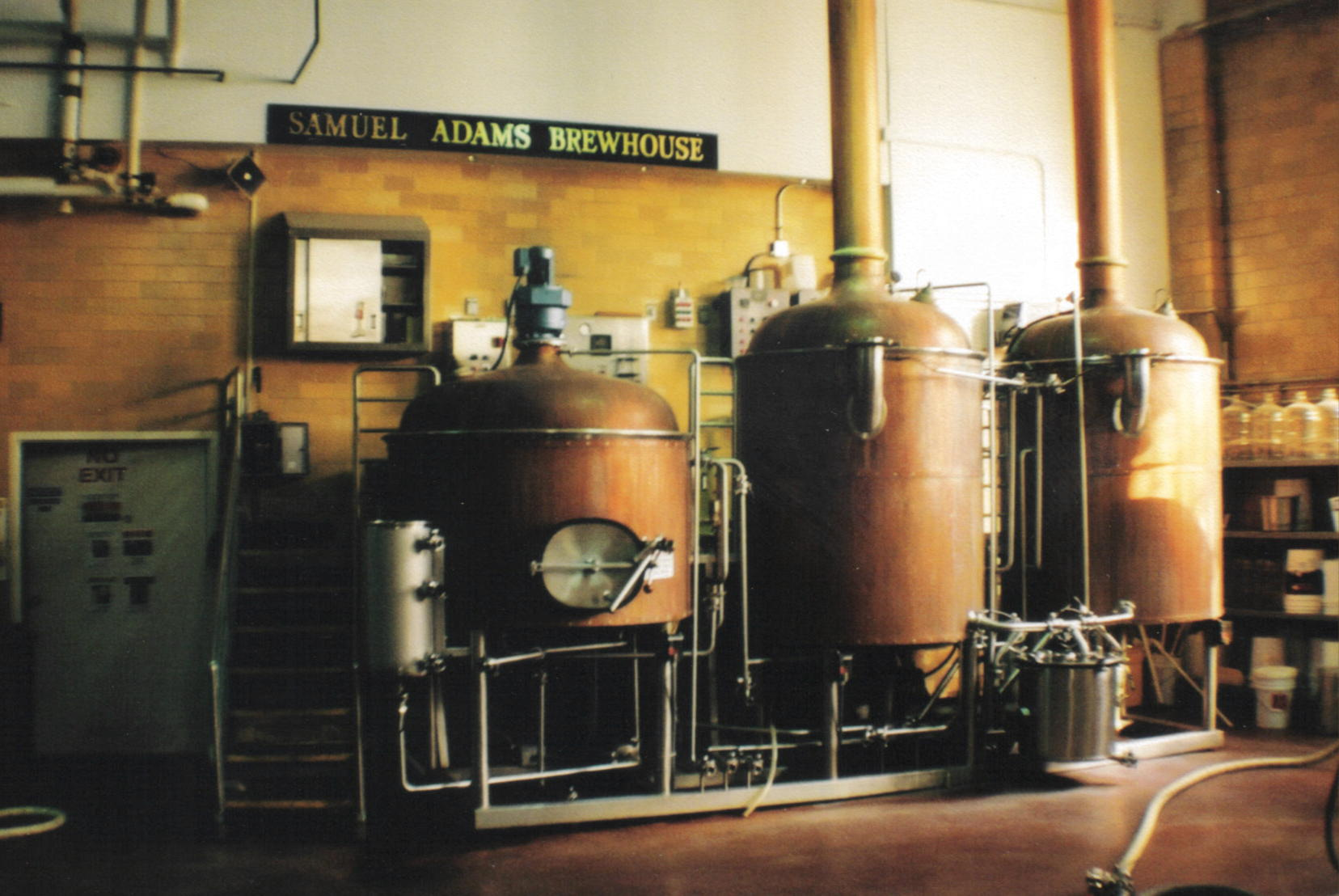
Brasserie Samuel Adams

## Historique
La bière Samuel Adams n'existe à ses débuts que sous la forme d'une lager, la Samuel Adams Boston Lager. Ses origines remontent à 1860, lorsque Louis Koch met au point sa recette à Saint Louis, dans le Missouri. La Louis Koch Lager est vendue sous ce nom jusqu'à la Prohibition, et à nouveau jusqu'au début des années 50.
En 1985, Jim Koch, l'arrière-petit-fils de Louis Koch, décide de reformuler la recette avec l'aide de Josepth Owades, l'inventeur de la bière légère dans les années 70. En avril de cette année-là, il relance la bière sous la marque Samuel Adams, le jour de la première bataille de la révolution américaine, Patriot's Day. Trois mois plus tard, la bière obtient le premier prix au Great American Beer Festival, parmi 93 bières régionales et nationales. La publicité qui en découle fait grimper la demande et bientôt la Boston Beer Company passe du statut de microbrasserie avec 500 fûts (sa production à la fin de 1985) à celui de plus gros brasseur de bière artisanale avec 36 000 fûts par an en 1988, l'année où la société établit sa propre brasserie à Boston.
Aujourd'hui la bière Samuel Adams est produite dans plusieurs brasseries aux États-Unis : celle de Boston Beer dans Jamaica Plain à Boston, celles de Pittsburgh Brewing Company et Stroh Brewery Company en Pennsylvanie, celle de Blitz-Weinhard Brewing Company pour la côte ouest américaine, et celle de Gambrinus en Allemagne pour la production distribuée en Europe.

## Les bières
En 2005, Boston Beer a vendu 18 bières différentes sous la marque Samuel Adams, et 19 en 2006. Le produit phare reste la lager, également déclinée en version légère (Sam Adams Light). La brasserie vend également une série de bières spécialisées sous le label Brewmaster's Collection, des bières de saison et depuis les années 90 des bières spécialités sous la désignation Extreme Beers, notamment la Samuel Adams Utopias, une bière à environ 27 % d'alcool fermentée et mise dans des fûts de bourbon, porto, scotch et cognac jusqu'à 10 mois selon un procédé proche de celui des bières doubles ou triples (cette dernière n'est d'ailleurs pas vendue dans certains États du fait de son fort degré d'alcool).
Samuel Adams a été récompensé à plusieurs reprises par Monde Selection pour la qualité de ses produits.

### Produits phares
- Samuel Adams Boston Lager
- Sam Adams Light

### Brewmaster's Collection
- Samuel Adams Cherry Wheat
- Samuel Adams Cream Stout
- Samuel Adams Hefeweizen
- Samuel Adams Pale Ale
- Samuel Adams Scotch Ale
- Samuel Adams Black Lager
- Samuel Adams Brown Ale

### Bières de saison
- Samuel Adams Double Bock
- Samuel Adams Summer Ale
- Samuel Adams Octoberfest
- Samuel Adams Winter Lager
- Samuel Adams Old Fezziwig Ale
- Samuel Adams Cranberry Lambic
- Samuel Adams Holiday Porter

### Extreme Beers
- Samuel Adams Utopias
- Samuel Adams Chocolate Bock
- Samuel Adams Millenium
- Samuel Adams Triple Bock